# Резбаев, Салават Вильевич
Салават Вильевич Резбаев (род. 9 февраля 1972 года, г. Уфа, СССР) — российский предприниматель, основатель и председатель совета директоров международной инвестиционной компании «Нью Эйдж Капитал Партнерз» (New Age Capital Partners Ltd.). «Нью Эйдж Капитал Партнерз» содействует развитию инвестиционного сотрудничества между растущими рынками Евразии (Россия, Казахстан, Украина, Кыргызстан, Узбекистан, Армения и Монголия) и Китаем — крупным мировым потребителем сырья и одним из центров экономического роста. Данное сотрудничество является одной из основ глобального экономического сотрудничества в XXI веке — уже в 2013 году Китай является крупнейшим торгово-экономическим партнером Российской Федерации с 1-м местом по товарообороту.
В 2011 году г-н Резбаев вошел в список «Молодые лидеры 21 века» по версии международной неправительственной организации Asia Society. Награждён международным деловым форумом Horasis званием «Российский бизнесмен года — 2012».
Салават Резбаев является учредителем некоммерческой организации New Age Heritage Foundation, участвующей в возвращении в Россию культурных и духовных реликвий, утерянных в годы войн и исторических потрясений.
Двое детей.

## Биография
Салават Вильевич Резбаев родился 9 февраля 1972 года в г. Уфа в семье экономистов. Отец — Виль Мухтарович Резбаев, к.э.н., Заслуженный экономист Республики Башкортосан, профессор БашГУ (ныне Уфимский университет науки и технологий). Мать — Мавлия Маликовна Резбаева, как и Виль Мухтарович Резбаев, окончила Всероссийский заочный финансово-экономический институт (ВЗФЭИ), ныне Финансовый университет при Правительстве Российской Федерации. Работала экономистом в инспекции ФНС по Советскому району г. Уфы.
Окончил среднюю школу № 91 г. Уфы. В 1990—1995 годах учился в МГИМО в Москве (МЭО МВКО) и получил диплом о высшем образовании по специальности «экономист-международник со знанием двух иностранных языков».
В 1992—1994 годах работал переводчиком, затем помощником Исполнительного директора в российско-американском СП «УПДК-Хайнс».
Летом 1994 года поступил интерном в международный хедж-фонд «Тайгер Менеджмент» (Нью-Йорк), где участвовал в управлении портфелем российских ценных бумаг.
В 1995—1997 годах, по получении диплома МГИМО о высшем образовании, работал аналитиком в Департаменте корпоративных финансов инвестиционно-банковского подразделения «Goldman Sachs» в Нью-Йорке.
С 1997 по 1999 год был старшим аналитиком Департамента корпоративных финансов, затем Департамента прямых инвестиций инвестиционного банка «Дональдсон, Лафкин и Дженретт» (DLJ), г. Нью-Йорк.
В сентябре 1999 года начал обучение в школе бизнеса Гарвардского Университета в г. Бостон (Массачусетс, США). По окончании первого курса взял академический отпуск, движимый идеей инвестирования в бурно-растущие интернет проекты в России — Директор международного инвестиционного фонда «САН Капитал» Шив Кемка предложил Салавату возглавить подразделение Фонда, нацеленное на технологические инвестиции — «Веста Евразия».
С 2000 по 2002 год являлся директором фонда «Веста Евразия», членом Инвестиционного комитета «САН Капитал» (SUN Capital), г. Москва.
В 2003 году в соавторстве со своим отцом — профессором В. М. Резбаевым — написал монографию «Формирование корпоративных структур в промышленности».
В 2003—2004 годах завершил обучение в школе бизнеса Гарвардского университета. Получил степень магистра делового администрирования (MBA). Был удостоен стипендии Леонарда Блаватника.
Весной 2004 года в рамках курсовой работы в Гарварде начал работать над проектом создания первого российского лоу-кост авиаперевозчика — airNova — прародителя российских дискаунтеров SkyExpress и Avianova.
С 2006 по 2008 год работал Управляющим директором Департамента прямых инвестиций «Газпромбанк» (ОАО), г. Москва.
В 2008 году стал Председателем Совета директоров инвестиционной компании «Нью Эйдж Капитал Партнерз» (Москва).

## Веста Евразия
Организовал и возглавил подразделение высокотехнологичных инвестиций в инвестиционном фонде SUN Capital — «Веста Евразия». Объектами инвестирования «Весты Евразия» являлись компании, занимавшиеся разработкой программного обеспечения и прикладных решений нового поколения, например, мобильного Интернета. Сыграл ключевую роль во включении «Весты Евразия» в федеральную целевую программу «Электронная Россия 2000—2010». Основные сделки:
- Приобретение контрольного пакета корпорации «V6», в то время одного из ведущих российских разработчиков технологических приложений[26]. В последующем «Веста Евразия» продала компанию V6 Группе Verysell.
- Создание совместно с ведущим российским рекламным агентством ADV Group[27] компании «IMA Group», крупного игрока на рынке интернет-рекламы[28][29][30]. Возглавил IMA Group бывший член совета директоров российского отделения BBDO Александр Титов[31].
- Поэтапное приобретение контрольного пакета американской корпорации «Cybiko».
- Приобретение обыкновенных акций американской компании «Оптива»[32].

## airNova
Весной 2004 года Салават Резбаев создал бизнес-модель «Эйр-Нова» на втором курсе Гарварда в классе по предпринимательству у профессора Линды Эпплгейт.
Совместно с инвестиционным фондом «Индиго Партнерз» (американский фонд аффилированный с Давидом Бондерманом, руководителем инвестиционного фонда Texas Pacific Group, и специализирующийся на инвестициях в авиацию), а также с московским офисом TPG-Aurora был подготовлен и согласован бизнес-план авиаперевозчика, укомплектован менеджмент, достигнуты предварительные договоренности с аэропортом базирования (Внуково), получено официальное предложение о поставке самолетов класса А-320 от компании Airbus. Однако, в 2005 году инвестиционный консорциум распался ввиду разногласий между TPG и их российским партнером «Aurora Capital Management», в результате чего проект airNova остался без инвестиций и в последующем дал рост двум новым проектам — SkyExpress и Avianova.
В январе 2012 года «Ведомости» опубликовали обширный материал, посвященный истории создания airNova.

## Газпромбанк
В 2006—2008 гг. г-н Резбаев работал управляющим директором департамента прямых инвестиций в Газпромбанке. Приоритетным направлением являлись проекты в областях машиностроения, инжиниринга, а также добыче минерального сырья в Российской Федерации, странах СНГ, Монголии и Австралии:
- По поручению клиента Газпромбанка организована скупка миноритарного пакета акций австралийского производителя железорудного концентрата Fortescue Metals Group[37].
- Разработана стратегия развития одной из крупнейших горнорудных компаний в Азии СП «Эрдэнэт» — крупнейшего производителя медно-молибденового концентрата в Монголии. Подготовлено обоснование о передаче пакета акций СП «Эрдэнэт» (Монголия), принадлежащего Росимуществу в доверительное управление Газпромбанку. Позднее, эти акции перешли под контроль ГК «Ростехнологии», что нашло публичное отражение[38].
- Организован Первый российско-монгольский деловой форум[39] под патронажем Президента Монголии Намбарына Энхбаяра с участием Специального представителя Президента Российской Федерации по торгово-экономическому и инвестиционному сотрудничеству с Монголией А. В. Гордеева.
- Участие в Совете директоров «Skoda Steel», входящего в портфель машиностроительных активов Группы «Газпромбанк»[25].

## Нью Эйдж Капитал Партнерз
В 2008-м году Салават Резбаев основал инвестиционную компанию «Нью Эйдж Капитал Партнерз», специализирующуюся на привлечении долгосрочных иностранных инвестиций в Российскую экономику. Клиентами «Нью Эйдж Капитал Партнерз» являются ведущие российские корпорации (Базел, Ренова, Русгидро, Газпромбанк и др.) и ряд госкомпаний из Китайской Народной Республики (CITIC, China Gold, China Yangtze Power Corporation, Chinalco и др.). Компания работает в горнорудном, энергетическом секторах и сфере недвижимости, привлекая долгосрочные инвестиции в российскую экономику.
В июне 2009 года в Кремле в рамках государственного визита Председателя КНР Ху Дзиньтао, в присутствие двух Глав государств, было подписано Соглашение о стратегическом партнерстве между ГК «Ренова» («Золото Камчатки») и China Gold, где интересы российской стороны были представлены «Нью Эйдж Капитал Партнерз».
В 2010—2011 гг. «Нью Эйдж Капитал Партнерз» принимал участие в создании крупнейшего российско-китайского совместного предприятия YES Energo, образованного между «Евросибэнерго» (входит в «Базэл») и «China Yangtze Power Corporation» (CYPC), а также структурировал инвестицию CYPC в IPO «Еврсибэнерго» (cornerstone IPO investment).
В качестве финансовой инвестиции, в июле 2011 года «Нью Эйдж Капитал Партнерз» аккумулировала 20 % ОАО «Кара-Балтинский Горнорудный Комбинат» (г. Кара-Балта, Кырзгызстан) путём выкупа крупного пакета акций у Социального Фонда Кыргызской Республики а также покупок на открытом рынке. Год спустя New Age Capital Partners продала свою долю в ОАО «КГРК» контролирующему акционеру — ГК «Ренова». В феврале 2017 года компания получила новое название — Trilogy Capital Group (www.trilogy.capital).

## Цитаты
«Инвестиции получают те, кто может жить и развиваться без них.»— Салават Резбаев, директор компании «Веста Евразия» 

«Семь-десять лет назад было бы невозможно представить серьезный уровень китайских инвестиций в определённых сферах, в определённых секторах. Теперь мы это видим, причем не только видим, но и делаем. Мы получаем поддержку регулирующих органов, правительства.»— Салават Резбаев, из интервью в рамках Делового саммита АТЭС-2012 в г. Владивосток.

## Хобби
Поэзия и классическая музыка, в особенности фортепианные произведения Скрябина, Рахманинова и Прокофьева, современный вокал, русская кухня, бег на длинные дистанции.